# 프린스턴 대학교
프린스턴 대학교(Princeton University)는 1746년에 설립한 미국 뉴저지주 프린스턴에 있는 아이비 리그에 소속한 대학이다. 프린스턴 대학교는 미국에서 8번째 고등교육기관으로 설립했으며, 미국 독립 전 식민지시대에 설립한 미국의 9개 대학교 중 하나이다.
전통적으로 학부 교육과 학문 연구에 중심을 두며 다른 아이비리그 대학교들과는 달리 의학대학원(메디컬 스쿨), 법학대학원(로스쿨)이나 경영대학원이 없다. 하지만 일반대학원은 자연과학, 경제학, 정치학, 철학 등 다양한 분야에서 최상위권 수준을 유지하며, 많은 석박사를 배출한다. 프린스턴 대학교는 학부와 대학원에서 인문학, 사회과학, 자연과학, 공학을 제공한다. 프린스턴 공공국제정책대학원(Princeton School of Public and International Affairs)이 유일한 전문대학원으로 석사와 박사과정을 제공한다. 도서관에는 600만 권 이상의 책을 소장한다. 프린스턴 대학교는 전 분야에 걸쳐 훌륭한 교육을 제공하며, 그 중에서도 수학, 철학, 물리학 등이 특히 유명하고 역사, 영어, 경제학 등도 우수한 분야다. 프린스턴 대학교는 지금까지 배출한 졸업생과 교수를 모두 포함해서 총 37명의 노벨상 수상자를 배출하였으며, 세계에서 가장 많은 총 7명의 필즈상 수상자들이 수상 시기에 프린스턴 대학교에서 교수로 활동했었다.
학생 수가 다른 아이비리그 대학교들에 비하여 적고, 학생:교수의 비율이 5:1 정도이다. 뉴욕 시와 필라델피아 중간에 있는 뉴저지 전원 도시 프린스턴 지역에 위치한다.

## 역사
1746년 장로교도들이 지금 프린스턴 대학인 뉴저지 대학을 장래 목사를 양성하고자 설립하였으며 뉴저지 대학(The College of New Jersey)이라고 하는 헌장(charter)을 1746년 10월 22일 수립했다. 신입생 10명이 뉴저지주 엘리자베스 시내에 있는 장로교회에서 시작했다. 그 교회 목사였던 조나단 디킨슨(Jonathan Dickinson)과 학생들이 교회 응접실에서 모여 첫 강의를 시작했다. 설립 다음 해에 뉴저지주 뉴어크로 옮겼다. 애런 버 1세(1748-1757)가 2대 총장으로 재임시, 1756년 대학을 지금의 캠퍼스가 있는 프린스턴 시로 이주하며, 당시 영국왕실에서 파견한 뉴저지주지사였던 조너선 벨처(Jonathan Belcher)의 적극적인 후원을 받아 영국 식민지 당시 미대륙에서 단일 건물로 큰 규모로 1754년 지은 내소 홀(Nassau Hall)로 명명한 교사를 이용하였다.  1758년에는 3개월 동안 영적 대각성으로 유명한 조너선 에드워즈가 3대 총장으로 임직했으며, 1759년에는 18개월 동안 새뮤얼 데이비스(Samuel Davies) 목사가 4대 총장이 되었다. 새뮤얼 핀리가 5대 총장으로 재임동안, 130명의 졸업생을 배출하였고, 그 안에는 브라운 대학교의 설립자인 제임스 매닝도 있었다.  영국과 독립전쟁(1776~1781) 기간에 프린스턴 총장이었던 존 위더스푼(John Witherspoon) 목사는 저명한 스코틀랜드 출신 성직자로 1768년 취임해서 1794년까지 대학을 이끌면서 미국 독립선언서에 당시 성직자로 서명을 하였으며 대륙의회 영향력 있는 의회일원이었다. 그는 미국 독립선언서를 작성하는 과정에서 기독교정신을 담았던 인물이었다. 7대 총장이었던 새뮤엘 스탠호프 스미스(1795-1812)는 그의 엄격한 규율로 학생들 소동이 있었다(1807년,3월 31일-4월 1일).  영국군과 독립전쟁을 치루는 동안 프린스턴 단일 교사였던 냇소 홀은 격전지이자 군대 막사로 사용했으고, 지금은 연방정부가 사적지로 보존한다. 1868년 제임스 맥코시가 총장으로 임명되어 존 위더스푼 계몽주의 전통을 다시 이어갔다. 1896년 대학 설립 150주년을 기념하며 대학이 소재한 프린스턴 시를 기리는 뜻으로 뉴저지대학교(College of New Jersey)는 프린스턴 대학교(Princeton University)로 하는 대학교 이름을 바꾸었다. 대학원은 1900년에 설립했다. 1969년 첫 여학생 학부생을 받으면서부터 남녀공학이 되었다. 프린스턴은 개교 후 250여 년 동안 순수학문을 장려하는 교육을 기본 이념으로 삼고 자유로운 교육에 중점을 둔다.

## 캠퍼스

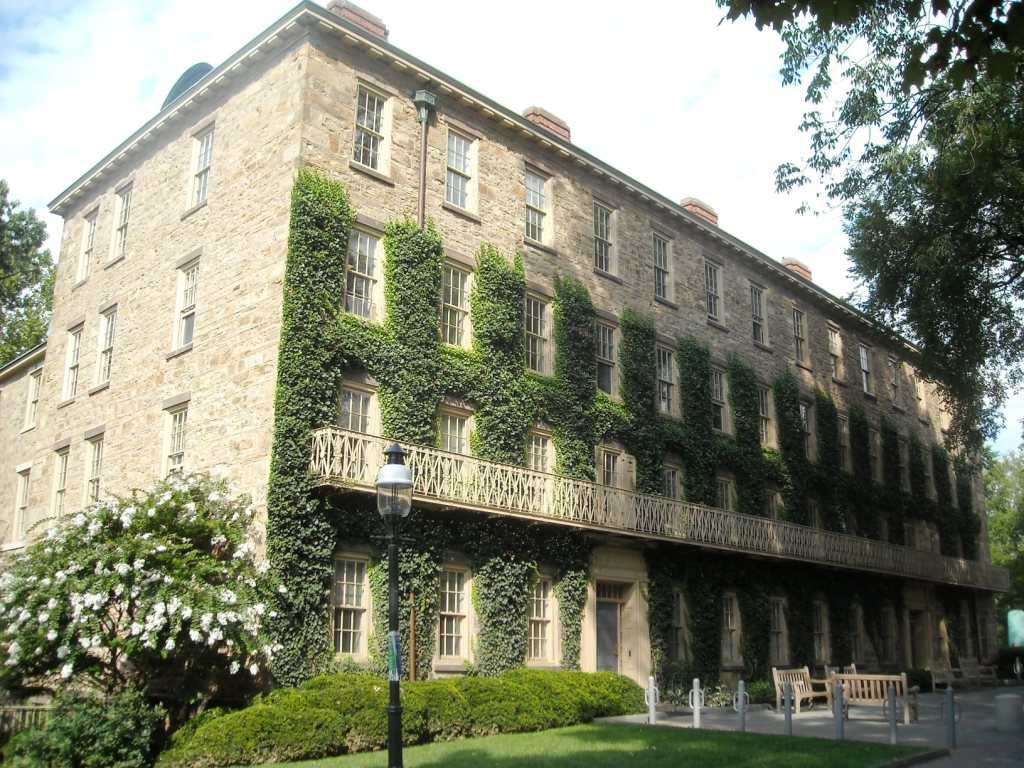
냇소 홀(Nassau Hall)

뉴저지주 남부 프린스턴 도시에 아이비리그 대학중 하나인 프린스턴 대학교가 자리 잡았다. 남쪽으로 필라델피아, 트렌턴이 있고 북쪽으로 뉴어크 리버티 국제공항, 뉴욕 시가 자리한 교통 요지다. 메인 캠퍼스는 3개의 시구역인 버러 오브 프린스턴(Borough of Princeton), 프린스턴 타운십(Princeton Township), 웨스트 윈저 타운십(West Windsor Township)안에 위치한다. 제임스 포레스털 캠퍼스는 플레인스버러 타운십(Plainsboro Township)에 자리한다. 캠퍼스들은 뉴욕시와 필라델피아로에서 교통편으로 1시간안 위치이다. 가장 오래전에 지은 건물은 1754년에 지은 냇소 홀이며, 냇소 스트리트에 접하여 캠퍼스의 북쪽에 위치한다. 과거 단일 교사였던 냇소 홀(Nassau Hall)은 메인 캠퍼스 200 헥타르에 180개 건물군을 이루는 규모로 발전했다. 프린스턴대는 각각 500명씩 나누어 생활하는 위트먼, 포브스 등 6개동의 학부생 기숙가 있다. 이 기숙사를 '주거 대학'(residential college) 라고 부르며 사실상 학부생 전원이 이 6개 기숙사에 나누어 거주한다. 3-4 학년은 기숙사에서 나와서 대학의 학생용 공동주택(upper-class residence)에서 생활할 수도 있다. 이들 기숙사에는 카페테리아, 도서관, 자치시설, 세탁시설, 공유공간(common room) 등 편의시설을  갖추었다. 도서관 시설은 총 11개 도서관에 1,300만 이상의 자료가 있으며 학교 중앙 도서관인 화이어스톤 도서관(Harvey S. Firestone Library)은 6백 2십만권 이상의 장서가 있다. 또한 학부 3-4학년 학생들이 광범위한 네트워킹과 함께 다양한 문화를 경험하고 외부 저명인사들과의 교류를 확대하게 돕는 이팅클럽(Eating club) 제도도 운영한다. 오랜 역사를 가진 이팅클럽은 아이비클럽(Ivy Club), 
캡앤가운 클럽(Cap and Gown Club), 
테라스 클럽(Terrace Club) 등 11개이다.

## 입학 현황

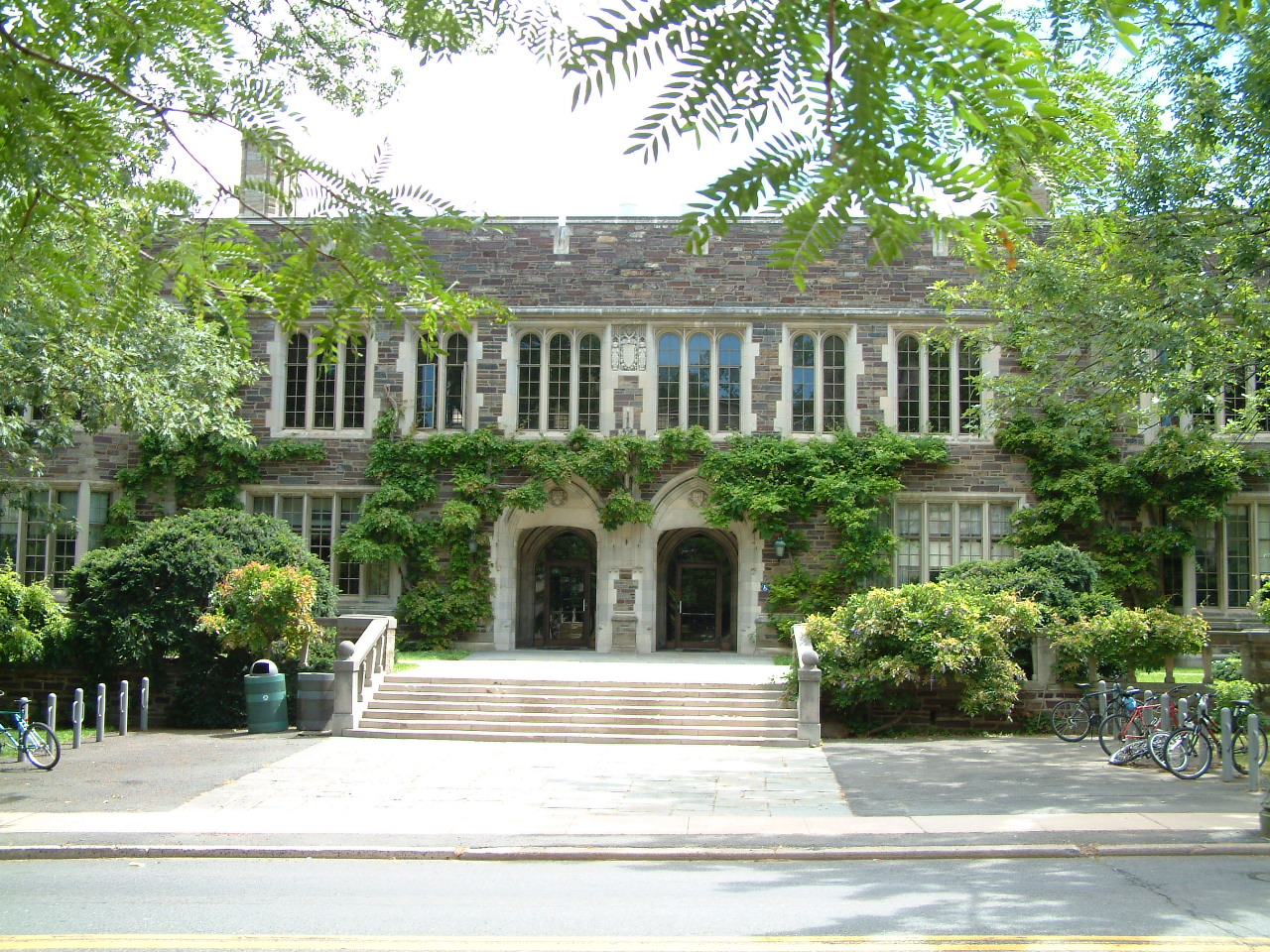
프릭 연구소(Frick Lab)

2019년 졸업예정으로 2015년 가을에 입학하는 학부 신입생(Class of 2018)의 경우 일반전형(Regular Decision) 지원자 27,290명중 6.99%인 1,908명이 합격했으며, 조기전형(Single Choice Early Action)으로는 총지원자는 3,850명 중 767명이 합격했다. 일반전형 지원자 합격률 6.99%은 미국 종합대학 중 다섯 번째로 낮은 합격률이었으며 또한 프린스턴 대학교 역사상 가장 낮은 합격률이기도 했다.
합격한 학생들의 등록률(yield rate)은 69.2%로 하버드, 예일, 스탠포드와 함께 전체 미국 종합대학 중 가장 높은 네 개 학교 중 하나이다.

## 평가
프린스턴대학 학부(Undergraduate)는 미국과 세계에서도 최고 상위권 대학이다. 2013, 2014, 2015년 《U.S. 뉴스 & 월드 리포트》에서 매년 매기는 미국 종합대학 학부 순위에서 1위에 있으며, 《포브스》 2013년 미국 학부 순위(자유인문 대학 포함)에서는 3위를 차지하였다.
다양한 세계 대학 순위에서는 2014년 중국 세계 대학 학술 순위에서 세계 6위, 2014년 영국 타임즈 고등교육 세계 대학 랭킹에서 세계 6위, 타임즈 고등교육 세계 대학 학계 평판도 순위에서 세계 7위, 2013년 영국 QS 세계 대학 순위에서 세계 10위, 2013년 사우디아라비아 세계대학랭킹센터(Center for World University Rankings)가 발표한 세계 대학 순위에서 세계 8위, 2013년 《뉴욕 타임즈》 세계 대학 고용 선호도 순위에서 세계 6위를 기록하였다.
세계경제포럼이 선정한 세계 최상위 26개 대학 중 하나이다.

### 백인 우월주의
2020년 6월 27일 크리스토퍼 아이스그루버 프린스턴대 총장은 `우드로 윌슨 공공국제정책대학원`이라는 명칭을 `공공국제정책대학원'으로 바꾼다고 발표했다. 총장은 프린스턴대가 윌슨의 인종차별적 견해 때문이 아닌 인종차별 관련 부분을 고려하지 않고 그를 평가해오며 대학에 그의 이름을 붙였는데, 어쩌면 그런 이유 자체가 궁극적인 문제였다고 덧붙였다. 윌슨이 프린스턴대 총장으로 재직할 당시에는 프린스턴 대학 내에 흑인의 입학을 금지했다.

## 학비와 장학금 제도

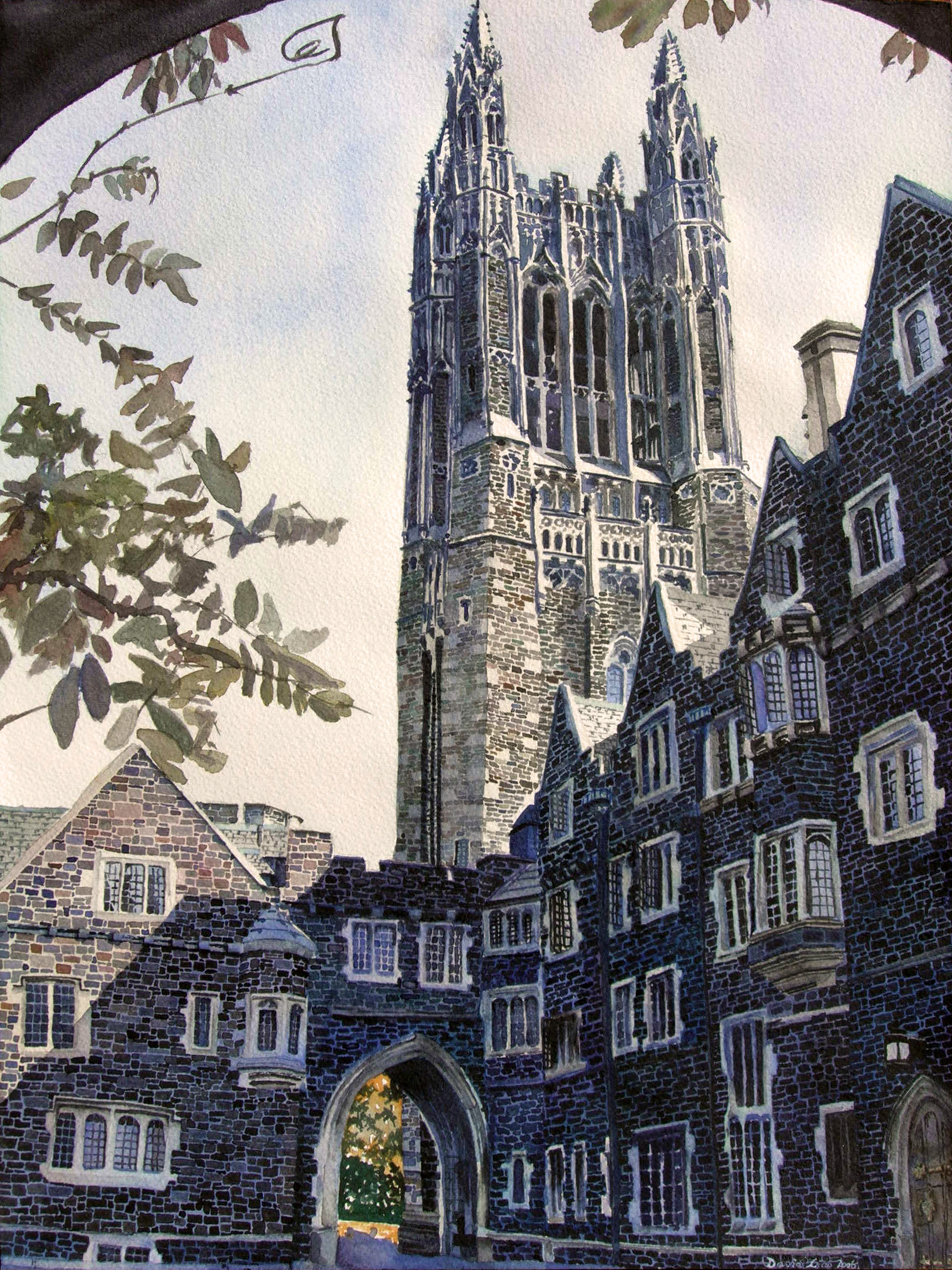
고딕 양식으로 지어진 대학원생 기숙사의 탑을 그린 유화. 이승만 전 대통령도 이 기숙사에서 묵었다고 전해진다.

프린스턴 대학교는 학자금 보조면에 있어서 가장 우수한 학교 중 하나이다. 2015-16 학비는 $41,820이며, 기숙사비 $7,570와 식사비 $6,050달러, 그리고 기타비용 $3,525을 합치면 총 $58,965가 필요하다.
그러나 프린스턴 대학교 학부생의 약 60%는 장학금(재정보조, Financial Assistance)을 받고 있으며, 학생 1인당 연간 평균 $40,000 이상의 무상지원(grant)을 받고 있다. 프린스턴은 2001년부터 미국 대학들 중 처음으로 학자금 대출 제도를 완전히 조건 없이 주는 학비보조(장학금) 제도로 전환하였다.
또한 프린스턴 대학교(학부)는 미국인이 아닌 외국국적의 학생들에게도 부모의 수입에 따라 차별없이 장학금을 제공하는 정책, 즉 International Need-blind 제도를 시행하고 있다. 학비보조 기준과 관련하여 프린스턴은 Need-blind 정책에 따라 학생의 성적을 전혀 고려하지 않고, 가계수입 및 가계의 필수지출 수준만을 고려하여 학비보조를 제공하고 있다. 아울러 대학원의 이공계 박사과정인 경우 2001년부터, 첫 1년은 전 신입생에게 생활비를 포함한 전액 장학금을 보장하고 있으며 대부분의 박사과정(특히 이공계)이 졸업시까지 전액 장학금(기숙사비, 생활비 포함)을 제공한다. 특히 2015-2016 프린스턴의 장학금 규모는 140.2백만불로 미국 대학 최고수준이며, 연간 가계소득 $54,000 (미국 평균 가계소득)인 가구 출신 학생은 학비와 기숙사비를 전혀 내지 않아도 되는 장학금 정책을 채택하고 있다.
한편 프린스턴은 2007년-2008년도 등록금을 2006년-2007년도 등록금에서 한 푼도 인상하지 않았다.
2012년-2013년도의 경우 학교 전체 등록금 수입은 $105,643,000, 투자수입은 $1,892,079,000, 장학금 등을 포함한 전체 교육비 지출은 $1,115,847,000로 학교의 교육비 지출이 전체 등록금 수입을 10배 이상 초과하였다.

## 저명한 동문

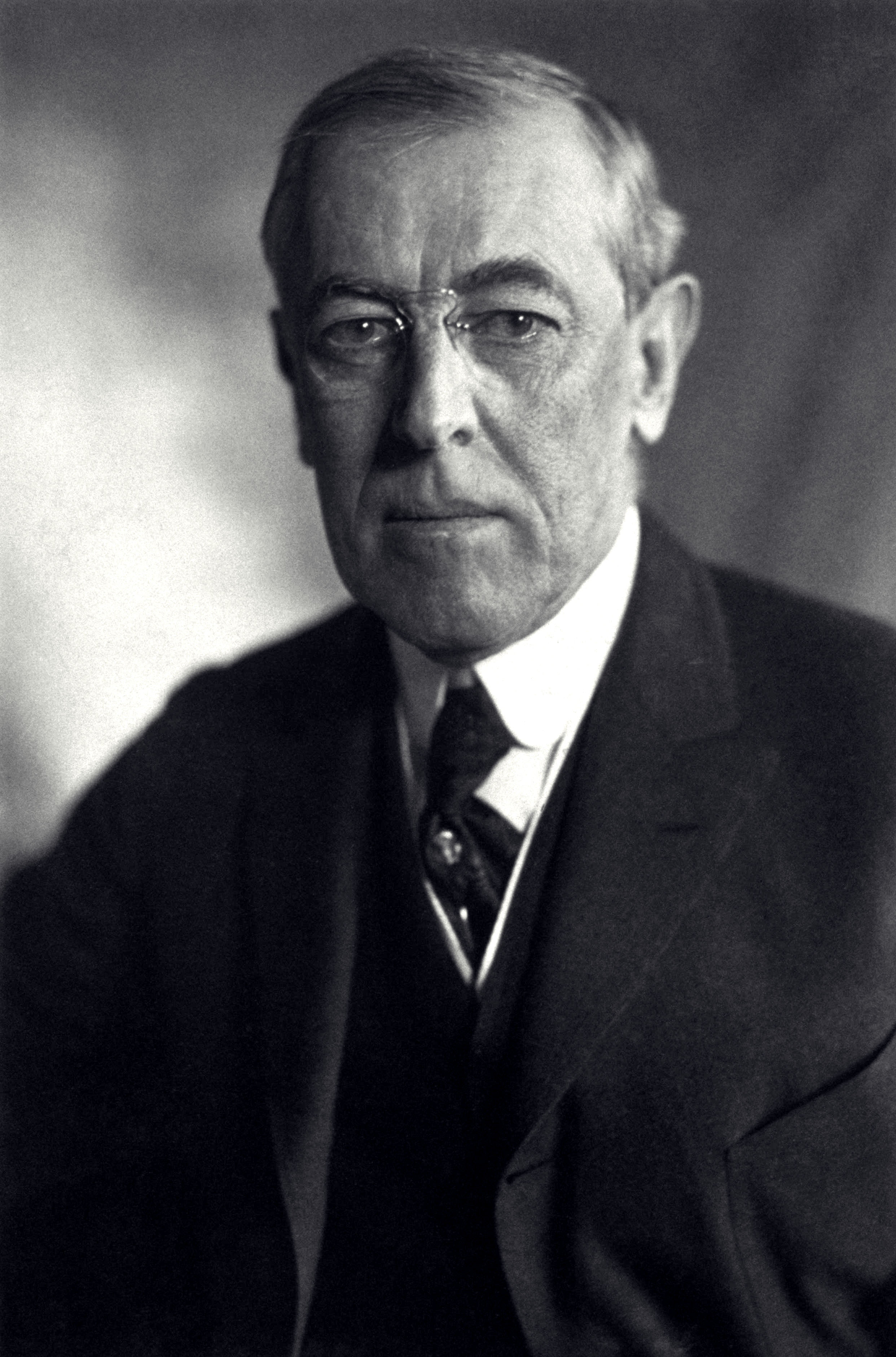
우드로 윌슨 (A.B. 1879)

미국 대통령 2명, 연방 대법원 대법관 12명, 노벨상 수상자 15명, 필즈상 수상자 7명과 억만장자 9명 대한민국 초대 대통령 이승만을 포함한 수많은 저명한 인물들이 프린스턴을 졸업했다. 오랜 역사를 통해 이 학교가 배출한 졸업생의 수는 전 세계 120여국에 약 6만 3천명 정도에 달한다고 한다. 미국 대통령으로는 제4대 대통령 제임스 매디슨과 제28대 대통령 우드로 윌슨이 프린스턴 대학교 동문이다. 미국 최초의 흑인 퍼스트 레이디 미셸 오바마, 전 부통령 에런 버, 전 국방부 장관 도널드 럼즈펠드, 전 국무장관 존 포스터 덜레스, '봉쇄정책의 아버지'로 알려진 외교관 조지 케넌, 연방대법원 대법관 소니아 소토마요르와 엘레나 케이건, 《포브스》지 발행인 스티브 포브스, 구글의 CEO 에릭 슈밋, 이베이의 CEO 메그 휘트먼, 아마존닷컴 설립자 제프 베조스, 노벨 물리학자 리처드 파인만, '컴퓨터 과학의 아버지' 앨런 튜링, 필즈상을 수상한 수학자 테렌스 타오, 존 밀너, 만줄 바르가바와 물리학자 에드워드 위튼, 아벨상을 수상한 수학자 존 테이트, 야코프 시나이도 프린스턴을 졸업했다. 또 인류 역사상 유일하게 노벨 물리학상을 두 번이나 받은 존 바딘도 이곳에서 박사학위를 받았고, 영화 《뷰티풀 마인드》의 실제 인물이며 내시 균형으로 노벨 경제학상을 수상한 수학자 존 포브스 내쉬, 전 미국 연방 준비 제도 이사회 의장 폴 볼커, 전 백악관 경제자문위원회 위원장 그레고리 맨큐, 경영학자 마이클 포터, 정치학자 조지프 나이, 철학자 존 롤스, 김재권, 《위대한 개츠비》로 유명한 작가 F. 스코트 피츠제럴드, 영화배우 제임스 스튜어트, 데이비드 듀코브니, 웬트워스 밀러와 브룩 실즈, 상원의원 빌 프리스트, 테드 크루즈 또한 프린스턴 출신이다.
한인 동문으로는 프린스턴에서 박사 학위를 받은 초대 대통령 이승만을 비롯해서 독립운동가 김규식, 정운수, 최기일, 일제강점기 목회자 전성천, 제2대 국회의원 정기원, 전 국무총리 정운찬, 전 국토교통부 장관 서승환, 연세대학교 초대총장 백낙준, 계명대학교 총장 신일희, 서울대학교 경제학부 교수 이준구, 전 LS그룹 회장 구자홍, 하이트진로 음료 CEO 강영재 등이 있다.

## 대중문화 속 프린스턴 대학교

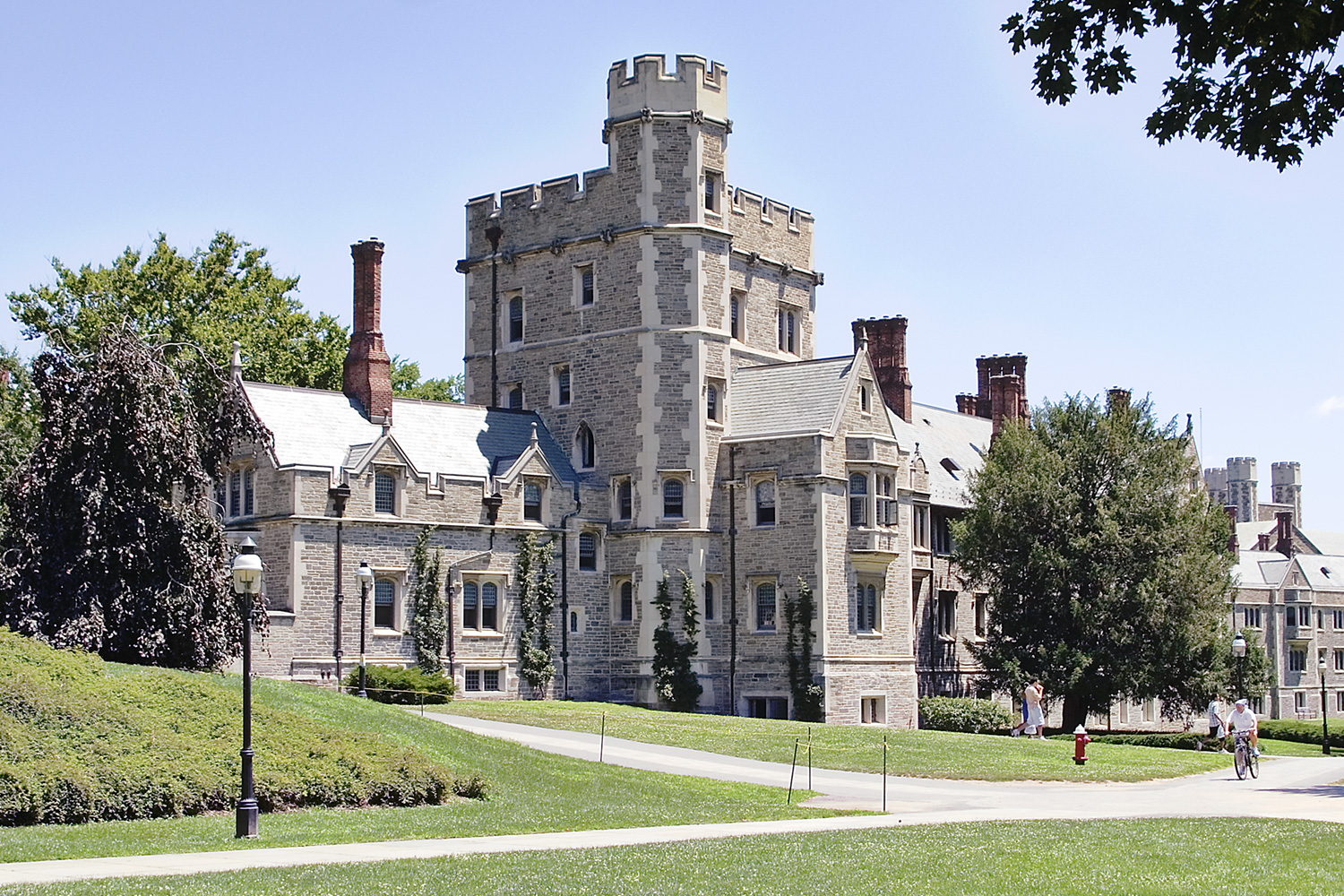
블레어 홀(Blair Hall)

- 《태양은 다시 떠오른다》 (미국 소설, 1926)
- 《뷰티풀 마인드》 (미국 영화, 2001)
- 《신데렐라 스토리》 (미국 영화, 2004)
- 《배트맨 비긴즈》 (미국 영화, 2005)
- 《웨스트 윙》 (미국 드라마, 1999-2006)
- 《위기의 주부들》 (미국 드라마, 2004-2012)
- 《빅뱅 이론》 (미국 시트콤, 2007-)
- 《왓 아이 라이크 어바웃 유》 (미국 시트콤, 2002-2006)
- 《길모어 걸스》 (미국 시트콤, 2000-2007)
- 《황금의 제국》 (한국 드라마, 2013)

## 같이 보기
- 프린스턴 고등연구소